# Johnny Hodges
John Cornelius Hodges (Cambridge, Massachusetts, 25 de julio de 1907-Nueva York, 11 de mayo de 1970) músico estadounidense de jazz, saxofonista alto y soprano. Apodado Jeep. Fue uno de los solistas más importantes de la orquesta de Duke Ellington y uno de los tres saxofonistas altos más influyentes e importantes de la historia del jazz, junto con Benny Carter y Charlie Parker.

## Comienzos
Hodges nació en Cambridge, Massachusetts, de John H. Hodges y Katie Swan Hodges, ambos originarios de Virginia. Poco después, la familia se trasladó a Hammond Street en Boston, donde creció con el saxofonista barítono Harry Carney, y los saxofonistas Charlie Holmes y Howard E. Johnson. Sus primeros instrumentos fueron la batería y el piano. Aunque su madre era una pianista experta, Hodges fue en gran parte autodidacta. Una vez que llegó a ser lo suficientemente bueno, tocó el piano en bailes en casas privadas por ocho dólares la noche. Había empezado con el saxofón soprano cuando era adolescente. 
Cuando Hodges tenía 14 años, vio a Sidney Bechet tocando en Black and White Revue de Jimmy Cooper en un cabaret de Boston. La hermana de Hodges conoció a Bechet, lo que le dio la inspiración para presentarse y tocar "My Honey's Lovin Arms" para Bechet. Bechet quedó impresionado con su habilidad y le animó a seguir tocando. Hodges se hizo un nombre en el área de Boston antes de mudarse a Nueva York en 1924.
De Bechet, aprendió a usar el saxo soprano, instrumento que tocaría alternativamente con el saxo alto hasta 1940. De 1924 a 1928 por las bandas de Lloyd Scott, Chick Webb, Luckey Roberts y Willie "The Lion" Smith.

## Duke Ellington
Hodges se unió a la orquesta de Duke Ellington en noviembre de 1928. Fue uno de los destacados miembros de la banda de Ellington que figuró en el concierto de Benny Goodman en el Carnegie Hall en 1938. Goodman describió a Hodges como "de lejos el mejor saxo alto que jamás haya escuchado". Charlie Parker lo llamó "el Lily Pons de su instrumento". Otros miembros destacados de la orquesta de Ellington en los años 30 y 40 fueron Harry Carney en el saxo, el clarinetista Barney Bigard, los trompetistas Rex Stewart y Cootie Williams (que fue reemplazado por Ray Nance en 1940) y los trombones Joe Nanton, Juan Tizol y Lawrence Brown con Sonny Greer en la batería.

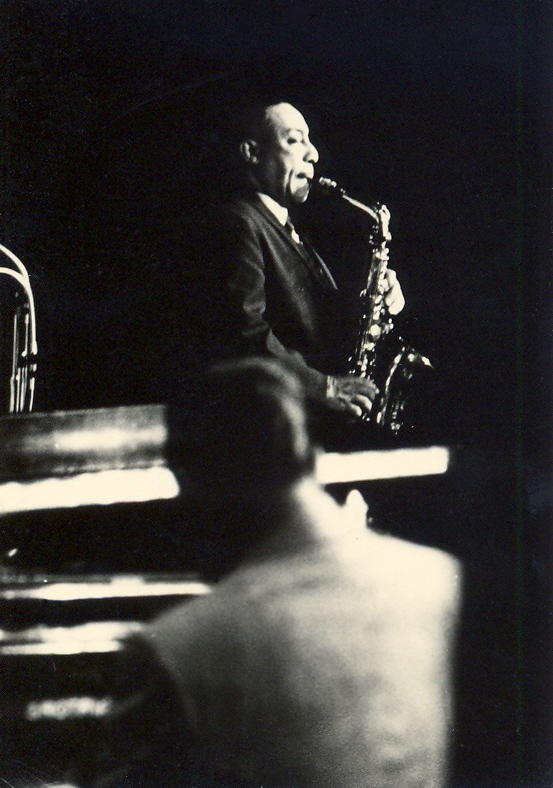
Johnny Hodges.

La práctica de Ellington de escribir melodías específicamente para los miembros de su orquesta dio lugar a las especialidades de Hodges, "Confab with Rab", "Jeep's Blues", "Sultry Sunset", "Hodge Podge", "Magenta Haze", "Prelude to a Kiss", "Haupe" (de Anatomy of a Murder), "Flirtibird", "The Star-Crossed Lovers" de la Such Sweet Thunder suite, "I Got It Bad (And That Ain't Good)", "Blood Count" y "Passion Flower".
Hodges estaba tan estrechamente asociado a Ellington, que causó sorpresa cuando dejó la banda en 1951 para formar su propia banda con algunos músicos de la banda de Ellington como Lawrence Brown, Sonny Greer y John Coltrane.  En 1955 Hodges se reincorporó a la orquesta de Ellington y se quedó con Ellington hasta su muerte.

## Carrera personal
Norman Granz le convenció para formar su propia banda desde 1951 a 1955, que fue un paréntesis en su trayectoria con Ellington. También son destacables sus grabaciones y conciertos con el organista Wild Bill Davis, con el trompetista Dizzy Gillespie, y con los pianistas Earl Hines o Teddy Wilson. Grabó su nombre más de treinta discos. Entre ellos destacan Side by Side, grabado con la orquesta de Ellington y en la que él lidera la orquesta en vez del pianista y con su beneplácito, grabado para "Verve" en 1958. El segundo, grabado en 1964 para el sello Impulse!, fue Everybody Knows con la sección de vientos de la orquesta de Ellington.

## Saxofones
En la década de 1940, Hodges tocó un Conn 6M (reconocible por su cuello underslung) y más tarde en un Buescher 400 (reconocible por su forma de campana). Al final de su carrera a finales de los años 60, Hodges interpretaba un Vito LeBlanc Rationale alto (número de serie 2551A), un instrumento que se destacaba por sus inusuales mecanismos de llave de entonación superior. Fueron fabricados solo 2000. El saxofón Vito de Hodges fue plateado y grabado extensivamente en la campana, el arco, el cuerpo y las de llaves del instrumento.

## Muerte
Las últimas actuaciones de Hodges fueron en la Sala Imperial de Toronto, menos de una semana antes de su muerte el 11 de mayo de 1970 de un ataque al corazón, sufrido durante una visita a la consulta de un cirujano dental. Sus últimas grabaciones en el Nueva Orleans Suite, estaban a medio terminar cuando murió.

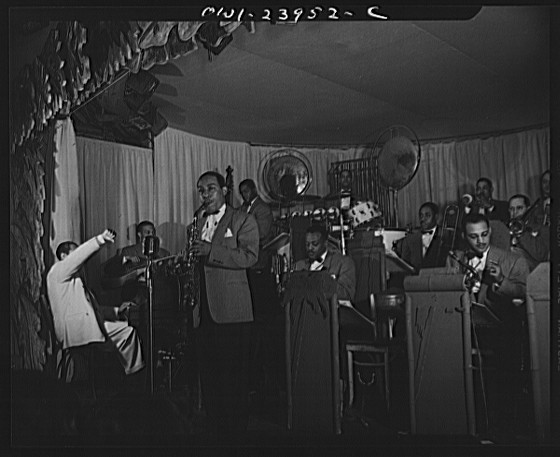
Duke Ellington - Hurricane Ballroom - Johnny Hodges

En el elogio de Ellington a Hodges, dijo: "Nunca era el personaje más animado del mundo o la personalidad más importante del escenario, pero tenía un tono tan hermoso que a veces hacía saltar lágrimas a los ojos: Johnny Hodges".

## Estilo
Hodges tenía un sonido claro y bien balanceado melódicamente. Eran éstas características para tocar tanto la música de blues como las baladas las que le ganaron la admiración de músicos de todas las edades, de Ben Webster o John Coltrane, que tocaron con él en su orquesta en los años cincuenta, hasta Lawrence Welk que lo contrató para un álbum de estándars. 
La manera que tenía Hodges de tocar el saxo, con un vibrato intenso, le hizo imprescindible en la orquesta de Duke Ellington. En los tiempos lentos (a los que Ellington le ligaba frecuentemente) emocionaba, mientras que en los tiempos rápidos desarrollaba un swing irresistible, lo que le hizo el saxofonista alto más popular de los años 40 y 50. 
Su estilo individualista, que hizo hincapié en los solos con el vibrato y glissando, era, y es - a veces inconscientemente - muy imitado. A partir de los años veinte hasta los setenta, Hodges tuvo la oportunidad de participar y contribuir a la evolución de los estilos y formas de tocar el saxofón en la música de jazz. A pesar de varias reuniones con músicos que 

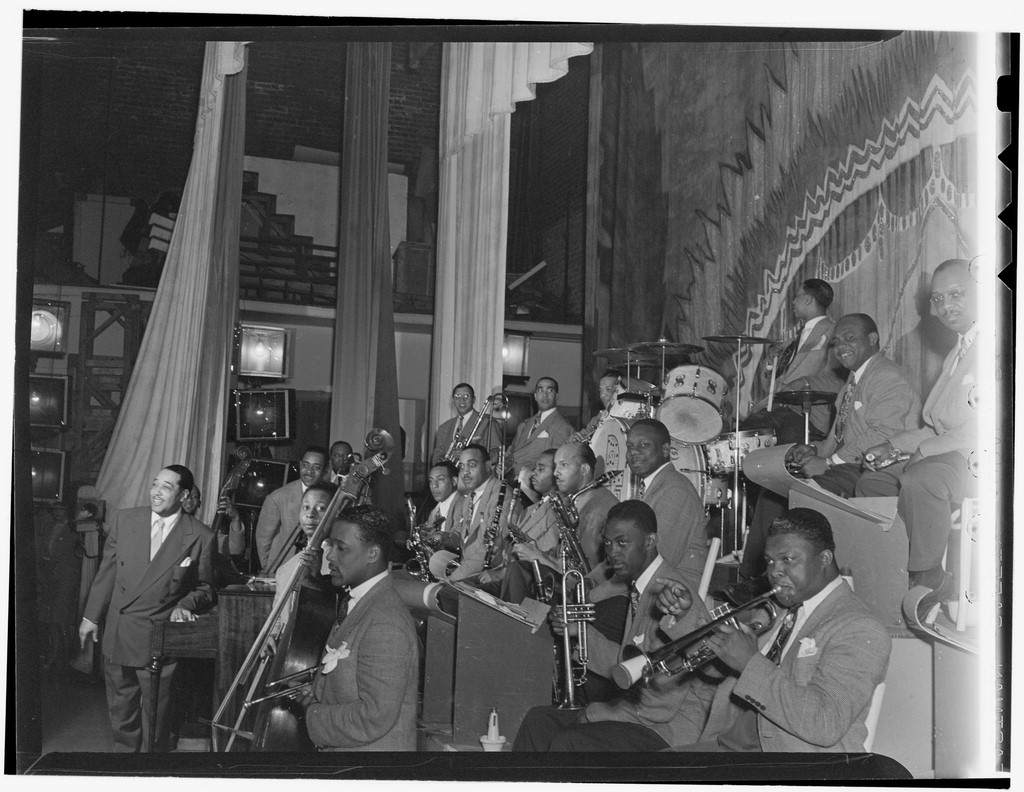
(Portrait of Duke Ellington, Ray Nance, Tricky Sam Nanton(?), Johnny Hodges(?), Ben Webster(?), Otto Toby Hardwick(e), Harry Carney, Rex William Stewart, Juan Tizol, Lawrence Brown, Fred Guy(?), and (4843127483)

forjaron su propia manera de tocar el saxo alto - Charlie Parker y John Coltrane, sólo para nombrar unos pocos - y que más tarde tuvieron prosélitos en abundancia, él no varió su forma de tocar y la forma en que todo el mundo quería oírlo tocar el saxofón, Hodges se mantuvo constante y fiel a su manera, incluso en la segunda parte de su vida.

## Discografía
- 1946: Passion Flower (RCA) con Willie Cook, Roy Eldridge, Quentin Jackson, Russell Procope, Ben Webster, Sam Woodyard
- 1951: Caravan (Prestige) con Taft Jordan, Harold Baker, Juan Tizol, Duke Ellington, Billy Strayhorn, Oscar Pettiford, Sonny Greer
- 1951-52: Castle Rock (Norgran)
- 1952: In a Tender Mood (Norgran)
- 1952-54: The Blues (Norgran)
- 1951-54: More of Johnny Hodges (Norgran)
- 1951-54: Memories of Ellington (Norgran) también publicado como In a Mellow Tone
- 1954: Used to Be Duke (Norgran)
- 1952–55: Dance Bash (Norgran) también publicado como Perdido
- 1955: Creamy (Norgran)
- 1956: Ellingtonia '56 (Norgran)
- 1956: Duke's in Bed (Verve)
- 1957: The Big Sound (Verve)
- 1958: Blues-a-Plenty (Verve)
- 1958: Not So Dukish (Verve)
- 1959: Johnny Hodges and His Strings Play the Prettiest Gershwin (Verve)
- 1959: Back to Back: Duke Ellington and Johnny Hodges Play the Blues (Verve) con Duke Ellington(Portrait of Johnny Hodges and Lawrence Brown, Turkish Embassy, Washington D. C., 193-) (LOC) (5019790697)

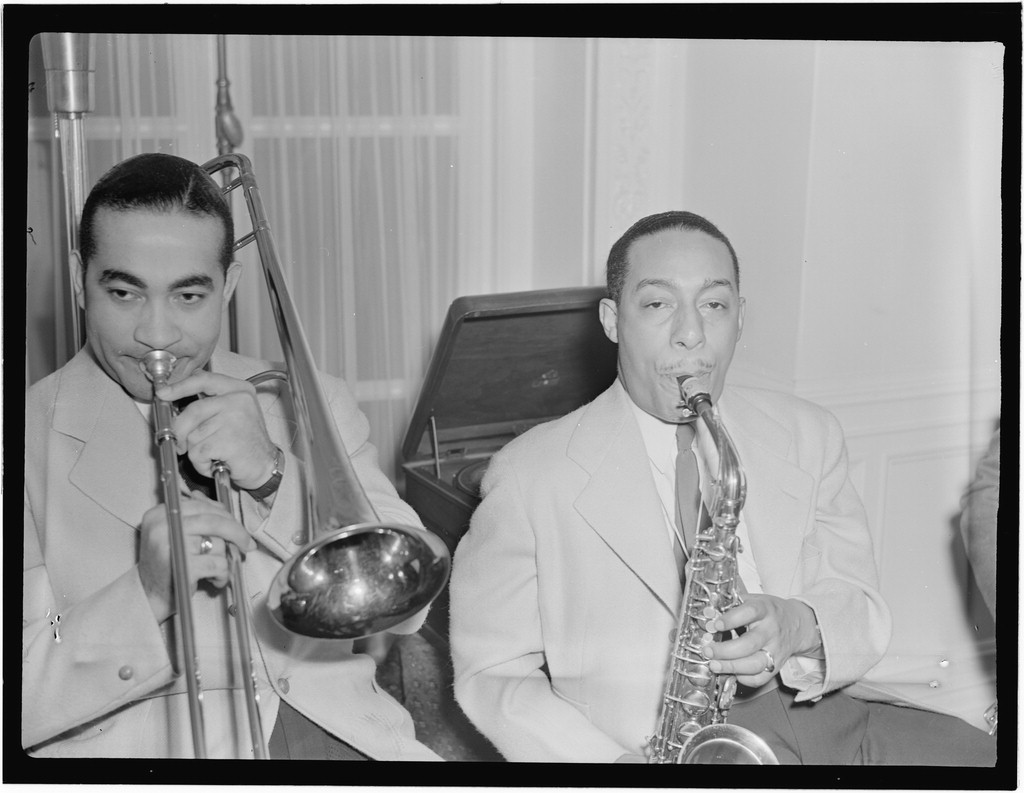
(Portrait of Johnny Hodges and Lawrence Brown, Turkish Embassy, Washington D. C., 193-) (LOC) (5019790697)

- 1959: Side by Side (Verve) con Duke Ellington
- 1960: A Smooth One (Verve)
- 1960: Gerry Mulligan Meets Johnny Hodges (Verve) con Gerry Mulligan
- 1961: Blue Hodge (Verve)
- 1961: Johnny Hodges with Billy Strayhorn and the Orchestra (Verve)
- 1961: Johnny Hodges at Sportpalast Berlin (Pablo) con Ray Nance, Lawrence Brown, Al Williams
- 1963: Sandy's Gone (Verve)
- 1963: Mess of Blues (Verve) con Wild Bill Davis
- 1964: Everybody Knows Johnny Hodges (Impulse!)
- 1964: Blue Rabbit (Verve) con Wild Bill Davis
- 1965: Con-Soul & Sax (RCA Victor) con Wild Bill Davis
- 1965: Joe's Blues (Verve) con Wild Bill Davis
- 1965: Wings & Things (Verve) con Wild Bill Davis
- 1965: Inspired Abandon (Impulse!) con Lawrence Brown
- 1966: Stride Right (Verve) con Earl Hines
- 1966: Wild Bill Davis & Johnny Hodges in Atlantic City (RCA Victor) con Wild Bill Davis
- 1966: Blue Pyramid (Verve) con Wild Bill Davis
- 1966: Blue Notes (Verve)
- 1967: Triple Play (RCA Victor)
- 1967: Don't Sleep in the Subway (Verve)
- 1967: Swing's Our Thing (Verve) con Earl Hines
- 1968: Rippin' and Runnin' (Verve)
- 1970: 3 Shades of Blue (Flying Dutchman) con Leon Thomas y Oliver Nelson

Con Duke Ellington
- The Mooche ( 1928 )
- A gypsy without a song ( 1938 )
- Warm valley ( 1940 )
- In a mellotone ( 1940 )
- I got it bad ( 1941 )
- the mood to be wooed ( 1945 )
- Sultry sunset ( 1946 )
- Magenta haze ( 1946 )
- The jeep is jumpin' ( 1956 )
- Beale Street blues ( 1956 )
- All of me ( 1959 )
- Thing's ain't what they used to be ( 1959 )
- Back to Back (1963)
- Blood count ( 1967 )

Con Lionel Hampton
- On the sunny side of the street ( 1937 )
- Whoa babe ( 1937 )

Con Billy Strayhorn
- Cue for Saxophone (Felsted, 1959)

Con Billy Taylor
- Taylor Made Jazz (Argo, 1959)

Con Clark Terry
- Duke with a Difference (Riverside, 1957)